# Щілинозубка оголена
Щілинозубка оголена (Odontoschisma denudatum) — вид печіночників порядку юнгерманіальних (Jungermanniales).

## Поширення
Батьківщиною є Європа, Макаронезія, Азія, Північна Америка, Південна Америка.
Росте в лісах і болотах у тінистих, вологих або мокрих місцях, бідних поживними речовинами, і мешкає в гнилій деревині, торф'яних ґрунтах, сирому гумусі та іноді в пісковику.

## Характеристика
Odontoschisma denudatum утворює дернину від жовто-зеленого до коричневого забарвлення, від нещільної до щільної. Розпростерті, малорозгалужені рослини виростають приблизно до 2 сантиметрів у довжину. На кінцях вони загострені вгору і часто витягнуті, як джгутики, з білуватими грудками на кінчику. Похилі, нижньорозрізні бокові листки мають довжину до 0,75 мм, округло-яйцеподібні та нечітко витягнуті. Нижні листя зазвичай чітко розвинені лише на кінчиках пагонів. Вони довжиною до 0,35 міліметра, двокінцеві або нерозділені. Клітини пластинки мають розмір приблизно 23 × 30 мкм у центрі листка. На клітину припадає від 3 до 5 великих масляних тілець. Вид дводомний. Спори мають розмір від 8 до 10 мкм. Плодоносить мох рідко. Час дозрівання спор навесні.